# Grand Lake, Colorado
Grand Lake är en kommun (town) i Grand County i Colorado. Vid 2010 års folkräkning hade Grand Lake 471 invånare.